# MyPaint
MyPaint es una aplicación de software libre para ilustrar y dibujar con una tableta digitalizadora. Posee una interfaz sencilla, donde casi todas las funciones de dibujo básico tienen asignado un atajo del teclado, lo que hace el acceso a las herramientas más rápido. Además, se puede ocultar toda la interfaz gráfica, y centrar toda la atención en el dibujo, sin distraerse con botones o paletas innecesarias o complejas.

## Características
Entre las características de esta aplicación destacan las siguientes:
- Es multiplataforma. Funciona en Linux, Windows y MacOS.
- Soporta tabletas gráficas sensibles a la presión.
- Multitud de opciones de creación y configuración de la brocha.
- Lienzo ilimitado.
- Soporte de capas base.

## Formatos de grabación de archivos
Desde el 2006, el formato PSD de Adobe (formato propietario de almacenamiento de gráficos) cambió su licencia, y solo se permite el desarrollo del formato para interactuar con software de Adobe, por lo que no se puede implementar en aplicaciones que no sean de la empresa.
Debido a esto, se hizo necesario desarrollar un formato que cubriera las necesidades de los programas de diseño gráfico.
Esto fue propuesto en la "Libre graphics meeting" del verano del 2006, en Lyon, Francia, como resultado se creó el formato Open Raster, que está basado en el formato Open Document.
Mypaint usa este formato por defecto para guardar los trabajos, aunque también pueden grabarse como imagen PNG o JPG.

## Capturas

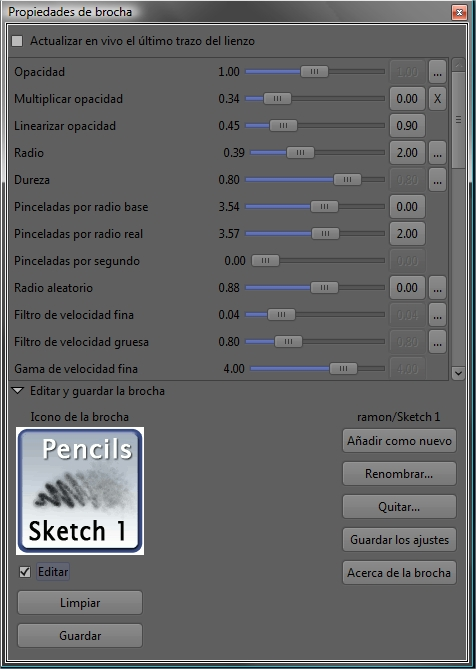
Parámetros de pincel
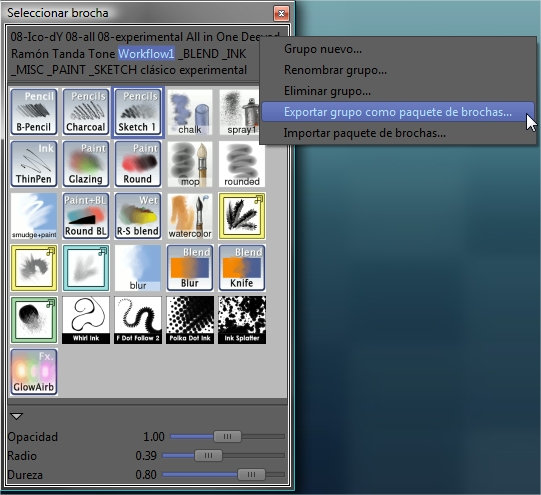
Exportación de pinceles "sets"
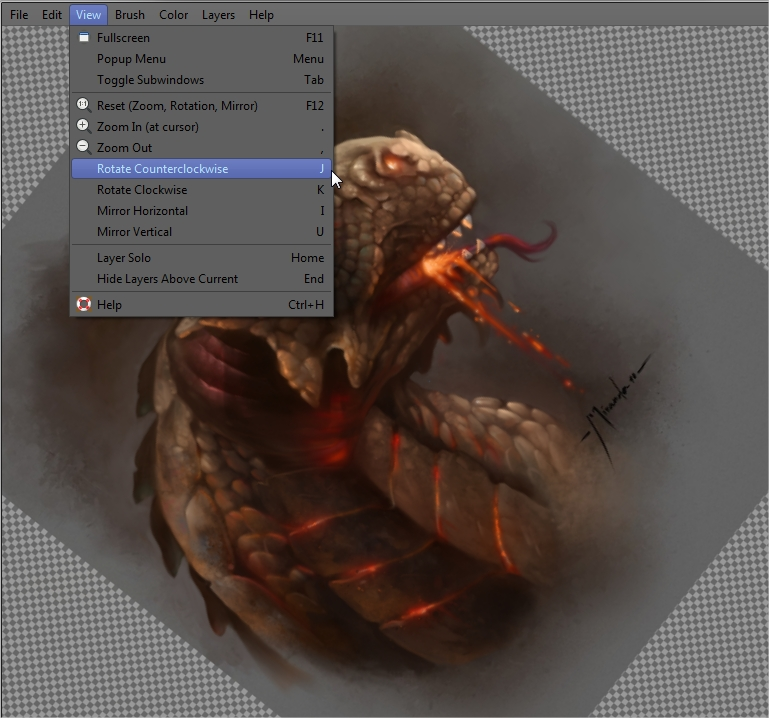
Rotación del lienzo(mediante atajos de teclado)
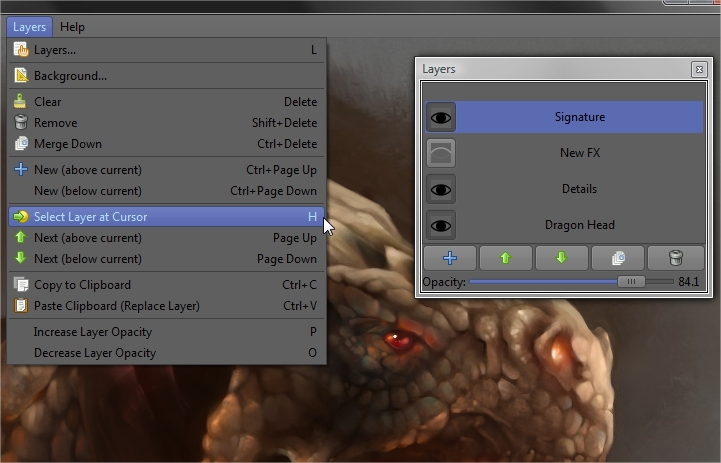
Menú de capas y ventana de capas
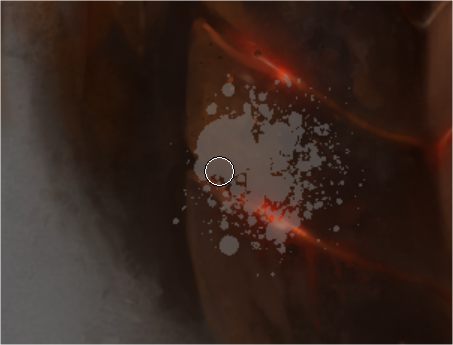
Recuperar pincel